# 청주 왕암사 예념미타도량참법
예념미타도량참법(禮念彌陀道場懺法)은 충청북도 청주시 상당구 남일면, 왕암사에 있는 조선시대의 불경이다. 2013년 11월 8일 충청북도의 유형문화재 제355호로 지정되었다.

## 개요
참법(懺法)이란 경전을 읽으면서 몸과 마음과 입으로 지은 모든 죄를 참회(懺悔)하는 불교 의식으로 서방 극락정토의 아미타불을 대상으로 삼는 것을 미타참법(彌陀懺法)이라고 한다.
권6~10이 없어 간행연대나 간행지를 알 수 없으나, 1474년 판본을 임진왜란 이전인 1503년에 다시 새겨 간행한 후쇄본이다.

## 참고 자료
- 예념미타도량참법 - 국가유산청 국가유산포털